# Институт спектроскопии РАН
Институ́т спектроскопи́и Росси́йской акаде́мии нау́к (ИСАН) — научно-исследовательский институт РАН, в котором проводятся исследования в области спектроскопии.
В 2022 году институт был включен в санкционные списки США на фоне вторжения России на Украину.

## Историческая справка
Институт спектроскопии Российской академии наук (ИСАН) (до 1991 г. — Институт спектроскопии АН СССР) организован в 1968 году на базе лаборатории Комиссии по спектроскопии АН СССР. Первоначальная задача лаборатории — обеспечение научно-организационной деятельности Комиссии по спектроскопии, решение ряда научно-технических задач, обучение и подготовка кадров, а также другие. Со временем деятельность лаборатории вышла далеко за первоначально намеченные рамки. В ней развернулась большая научно-исследовательская работа, сосредоточенная на спектральном приборостроении и внедрении в народное хозяйство атомной и молекулярной спектроскопии. Появились серьёзные научные и практические результаты. Лаборатория Комиссии по спектроскопии превратилась в самостоятельное научное учреждение с высококвалифицированными кадрами. 10 ноября 1967 года Президиум АН СССР принял постановление о целесообразности реорганизации лаборатории Комиссии в Институт спектроскопии АН СССР — головную организацию в области спектроскопии в СССР.
Вскоре последовало согласие Государственного комитета по науке и технике на создание института, и 29 ноября 1968 года вышло постановление Президиума АН СССР о реорганизации лаборатории в институт. По предложению академика-секретаря Отделения общей физики и астрономии (ООФА) АН СССР академика Л. А. Арцимовича строительство Института спектроскопии было намечено в создаваемом в то время Научном центре в Красной Пахре, где уже существовали Институт земного магнетизма, ионосферы и распространения радиоволн (ИЗМИРАН) и Институт физики высоких давлений (ИФВД). Перед институтом были поставлены задачи исследования спектроскопических констант атомов и молекул, необходимых для астрофизики, физики, лазерной техники, органической химии и химической физики[2].
Организатором, первым директором и идеологом направления научных исследований Института стал доктор физико-математических наук, профессор Сергей Леонидович Мандельштам, впоследствии член-корреспондент АН СССР. Ядром Института стала группа сотрудников лаборатории Комиссии по спектроскопии: С. А. Ухолин, Х. Е. Стерин, Г. Н. Жижин, В. Б. Белянин, Я. М. Кимельфельд, Э. Я. Кононов, М. Р. Алиев, С. Н. Мурзин. Из ФИАНа в ИСАН перешли В. Г. Колошников, Б. Д. Осипов, В. С. Летохов, Р. В. Амбарцумян, О. Н. Компанец, О. А. Туманов, из Обнинска — В. М. Агранович, из МГПИ им. В. И. Ленина — Р. И. Персонов. С 1971 г. по 1977 г. в Институте работал С. Г. Раутиан. Привлечение известных ученых позволило быстро создать высококвалифицированный научный коллектив. Одновременно штат Института пополнялся молодыми способными выпускниками Московского физико-технического института, которые до сих пор работают в Институте и занимают ключевые позиции в мировом рейтинге ученых. В период с 1989 по 2015 г. институт возглавлял член-корреспондент РАН, действительный член Европейской Академии Наук Евгений Андреевич Виноградов.
По замыслу С. Л. Мандельштама численность Института  не должна была превышать трехсот-четырёхсот человек. Небольшие по численности лаборатории позволяли руководителям заниматься прежде всего научной, а не административной работой и мобильно менять тематику исследований.

### Дирекция
- Директор (с 2015 года) — проф., д.ф.-м.н. В. Н. Задков
- Зам. дир. по научной работе — проф., д.ф.-м.н. Л. А. Сурин
- Зам. дир. по финансам  — А. Ю. Плодухин
- Зам. дир. по общим вопросам — А. С. Станкевич
- Учёный секретарь — к.ф.-м.н. Е. Б. Перминов

### Научные подразделения
1. Теоретический отдел (зав. отделом д.ф.-м.н. А. М. Камчатнов)
- сектор нелинейной спектроскопии (зав. сектором д.ф.-м.н. А. М. Камчатнов)
- сектор спектроскопии фазовых переходов (зав. сектором д.ф.-м.н. А. Г. Мальшуков);

2. Отдел атомной спектроскопии (зав. отделом д.ф.-м.н. А. Н. Рябцев)
- лаборатория атомной спектроскопии (зав. лаб. д.ф.-м.н. А. Н. Рябцев)
- сектор спектроскопии высокотемпературной плазмы (зав. сектором к.ф.-м.н. П. С. Анциферов)
- сектор плазменных источников излучения (зав. сектором В. М. Кривцун);

3. Отдел лазерной спектроскопии (зав. отделом д.ф.-м.н. Е. А. Рябов)
- лаборатория спектроскопии возбужденных состояний молекул (зав. лаб. д.ф.-м.н. Е. А. Рябов)
- лаборатория лазерной спектроскопии (зав. лаб. д.ф.-м.н. В. И. Балыкин)
- лаборатория спектроскопии ультрабыстрых процессов (зав. лаб. д.ф.-м.н. С. В. Чекалин);

4. Отдел спектроскопии конденсированных сред (зав. отделом профессор РАН, д.ф.-м.н. А. В. Наумов)
- лаборатория спектроскопии конденсированных сред (зав. лаб. к.ф.-м.н. С. А. Климин)
- лаборатория фурье-спектроскопии высокого разрешения (зав. лаб. д.ф.-м.н. М. Н. Попова)
- лаборатория электронных спектров молекул (зав. лаб. профессор РАН, д.ф.-м.н. А. В. Наумов);

5. Отдел молекулярной спектроскопии (зав. отделом д.ф.-м.н. Л. А. Сурин)
- лаборатория аналитической спектроскопии (зав. лаб. д.ф.-м.н. М. А. Большов)
- лаборатория оптики и спектроскопии нанообъектов (зав. лаб. д.ф.-м.н. Ю. Г.Вайнер)
- сектор спектроскопии межмолекулярных взаимодействий (зав. сектором д.ф.-м.н. Л. А. Сурин);

6. Отдел лазерно-спектрального приборостроения (зав. отделом д.ф.-м.н. О. Н. Компанец)
- сектор многоканальных систем регистрации (зав. сектором к.т.н. Э. Г. Силькис);

7. Лаборатория спектроскопии наноструктур (зав. лаб. проф. Ю. Е. Лозовик)
8. Лаборатория экспериментальных методов спектроскопии (зав. лаб. к.ф.-м.н. Е. Б. Перминов)

### Центр коллективного пользования
Центр коллективного пользования «Оптико-спектральные исследования» создан 01 марта 2001 г. Структурно ЦКП включает в себя лабораторию спектроскопии ультрабыстрых процессов и лабораторию фурье-спектроскопии. Цель ЦКП — предоставление научным коллективам возможностей проведения широких оптико-спектральных исследований на высоком научном уровне и на современном оборудовании для решения научных задач, определенных приоритетными направлениями развития науки, технологий и техники РФ и перечнем критических технологий РФ; повышение эффективности использования имеющегося в ЦКП измерительного, аналитического, диагностического, метрологического и технологического оборудования; дальнейшее развитие приборной базы, экспериментальных установок и методов оптико-спектральных исследований и измерений.
- Базовая кафедра «Нанооптика и спектроскопия» (бывш. «Квантовая оптика») Московского физико-технического института [4]
- Базовая кафедра квантовой оптики и нанофотоники НИУ Высшая Школа Экономики
- Кафедра теоретической физики им. Э. В. Шпольского Московского педагогического государственного университета
- Сколковский институт науки и технологий
- Диссертационный совет Д 002.014.01
- Учебная лаборатория «Экспериментальные методы спектроскопии»
- Научно-образовательный центр «Оптическая спектроскопия перспективных материалов»

## Конференции, школы
- Съезд по спектроскопии [5]
- Международные чтения по квантовой оптике [6]
- Конференция по фундаментальной атомной спектроскопии
- Троицкая конференция «Медицинская физика и инновации в медицине» (ТКМФ) [7],[8]
- Международная конференция XIII INTERNATIONAL CONFERENCE ON HOLE BURNING, SINGLE MOLECULE, AND RELATED SPECTROSCOPIES: SCIENCE AND APPLICATIONS Архивная копия от 22 сентября 2020 на Wayback Machine [9]
- Молодёжная школа по оптике и спектроскопии
- Молодёжный научный семинар [10]
- Семинар памяти Р. И. Персонова[11]

## Международное сотрудничество
- Соучредитель Международного виртуального института нанопленок (Virtual Institute of Nano Films)